# Dinemoura producta
A Dinemoura producta az állkapcsilábas rákok (Maxillopoda) osztályának a Siphonostomatoida rendjébe, ezen belül a Pandaridae családjába tartozó faj.
A Dinemoura ráknem típusfaja.

## Tudnivalók
Tengeri élőlény, amely az Észak-Atlanti-óceán mindkét partjának közelében és a Földközi-tengerben, valamint Új-Zéland vizeiben fordul elő. Az indiai-óceáni előfordulása még nincs bebizonyítva, de meglehet, hogy ott is megtalálható. Főleg Európa közelében és a Brit-szigetek között a leggyakoribb.
Mint sok más rokona, a Dinemoura producta is élősködő életmódot folytat. A gazdaállatai a következők: fehér cápa (Carcharodon carcharias), röviduszonyú makócápa (Isurus oxyrinchus), heringcápa (Lamna nasus), óriáscápa (Cetorhinus maximus), rókacápa (Alopias vulpinus), kékcápa (Prionace glauca), közönséges pörölycápa (Sphyrna zygaena) és Cetonurus crassiceps.